# Альбула/Альвра
Альбула/Альвра (нім. Albula/Alvra) — громада  в Швейцарії в кантоні Граубюнден, регіон Альбула.

## Географія
Громада розташована на відстані близько 165 км на схід від Берна, 22 км на південь від Кура.
Альбула/Альвра має площу 93,9 км², з яких на 2,8% дозволяється будівництво (житлове та будівництво доріг), 28,1% використовуються в сільськогосподарських цілях, 46,3% зайнято лісами, 22,8% не є продуктивними (річки, льодовики або гори).

## Демографія
2019 року в громаді мешкало 1283 особи (-5,9% порівняно з 2010 роком), іноземців було 14,9%. Густота населення становила 14 осіб/км².
За віковим діапазоном населення розподілялося таким чином: 15,4% — особи молодші 20 років, 60% — особи у віці 20—64 років, 24,6% — особи у віці 65 років та старші. Було 579 помешкань (у середньому 2,2 особи в помешканні).
Із загальної кількості 714 працюючих 104 було зайнятих в первинному секторі, 98 — в обробній промисловості, 512 — в галузі послуг.